# Narcissus bujei
Narcissus bujei là một loài thực vật có hoa trong họ Amaryllidaceae. Loài này được (Fern.Casas) Fern.Casas mô tả khoa học đầu tiên năm 1986.